# Мексиканская неясыть
Мексиканская неясыть (лат. Strix sartorii) — вид птиц рода неясыти семейства совиных. Подвидов не выделяют.

## Описание
Верх представителей этого вида коричневато-серый с полосами от беловатых до желтоватых. Нижняя часть от бледно-желтого до белого с темными полосами.

## Ареал
Данный вид, по-видимому, встречается в трех областях. Самый большая находится вдоль Восточной Сьерра-Мадре между Сан-Луис-Потоси на севере и Веракрусом на юге. Следующей по величине областью является полоса от Дуранго на юг до Мичоакана, а третья — относительно небольшая территория в Герреро.

## Размножение
Единственная информация о фенологии размножения представителей данного вида получена в результате наблюдения за птенцом неизвестного возраста в Наярите в начале июня. У него были хорошо развитые маховые перья и пушистое оперение тела.